# Librita
Librita is een geslacht van vlinders van de familie dikkopjes (Hesperiidae), uit de onderfamilie Hesperiinae.

## Soorten
- L. heras (Godman, 1900)
- L. librita (Plötz, 1886)